# Ofensiva de Budapest
La ofensiva de Budapest fue el ataque general de los ejércitos soviético y rumano contra Hungría y su aliada del Eje, la Alemania nazi en el Frente Oriental. Fue llevada a cabo por las fuerzas del 2º y 3º Frentes Ucranianos del 6 de octubre de 1944 al 13 de febrero de 1945 con el objetivo de derrotar a las fuerzas del Eje en Hungría y retirar a ese país de la guerra. Además, la ofensiva tenía como objetivo bloquear a las tropas enemigas en los Balcanes. La ofensiva duró desde el 29 de octubre de 1944 hasta la caída de Budapest el 13 de febrero de 1945. Fue una de las ofensivas más difíciles y complejas que la Unión Soviética llevó a cabo en Europa Central. Resultó en una victoria decisiva para la URSS, ya que aceleró considerablemente el fin de la Segunda Guerra Mundial en Europa.

## Antecedentes
Desde marzo de 1944, las tropas alemanas estuvieron estacionadas en el territorio de Hungría, aliado de la Alemania nazi (Operación Margarethe). En septiembre de 1944, las tropas soviéticas cruzaron la frontera húngara. El 15 de octubre, el regente Miklós Horthy anunció una tregua con la Unión Soviética, pero las tropas húngaras no cesaron las operaciones militares contra las tropas soviéticas. Alemania llevó a cabo la Operación Panzerfaust, durante la cual la unidad SS secuestró y tomó como rehén al hijo de Horthy. Esto le obligó a revocar el armisticio y entregar el poder a Ferenc Szálasi, líder del Partido de la Cruz Flechada.
Cuando comenzó la ofensiva soviética en la Hungría Transdanubia, Alemania se vio obligada a luchar en tres frentes: contra Italia en el Mediterráneo, contra Francia en el Europa occidental y contra la Unión Soviética en Europa oriental y meridional, habiendo perdido a sus aliados más importantes: Rumania, Bulgaria y Finlandia. Las tropas soviéticas realizaron operaciones ofensivas en Yugoslavia y Prusia Oriental. Los alemanes sufrieron grandes pérdidas, perdieron una parte importante de su industria y la capacidad de librar una guerra en toda regla en el aire.
El Ejército Rojo ocupó Bucarest el 31 de agosto, avanzó hacia el oeste a través de los Cárpatos, penetrando en Hungría y hacia el sur en Bulgaria, uniéndose a los partisanos yugoslavos en la ofensiva de Belgrado. En el proceso, las fuerzas del Ejército Rojo alejaron a las reservas alemanas del eje central Varsovia-Berlín, rodearon y destruyeron al 6.º Ejército (por segunda vez) y obligaron al destrozado 8.º Ejército del Grupo de Ejércitos del Sur de Ucrania a retirarse al oeste, a Hungría. Hitler estaba decidido a mantener Budapest, la capital húngara. Concedió especial importancia a la región petrolífera de Nagykanizsa y declaró que sería más fácil entregar Berlín que perder el petróleo húngaro y Austria.

## Unidades

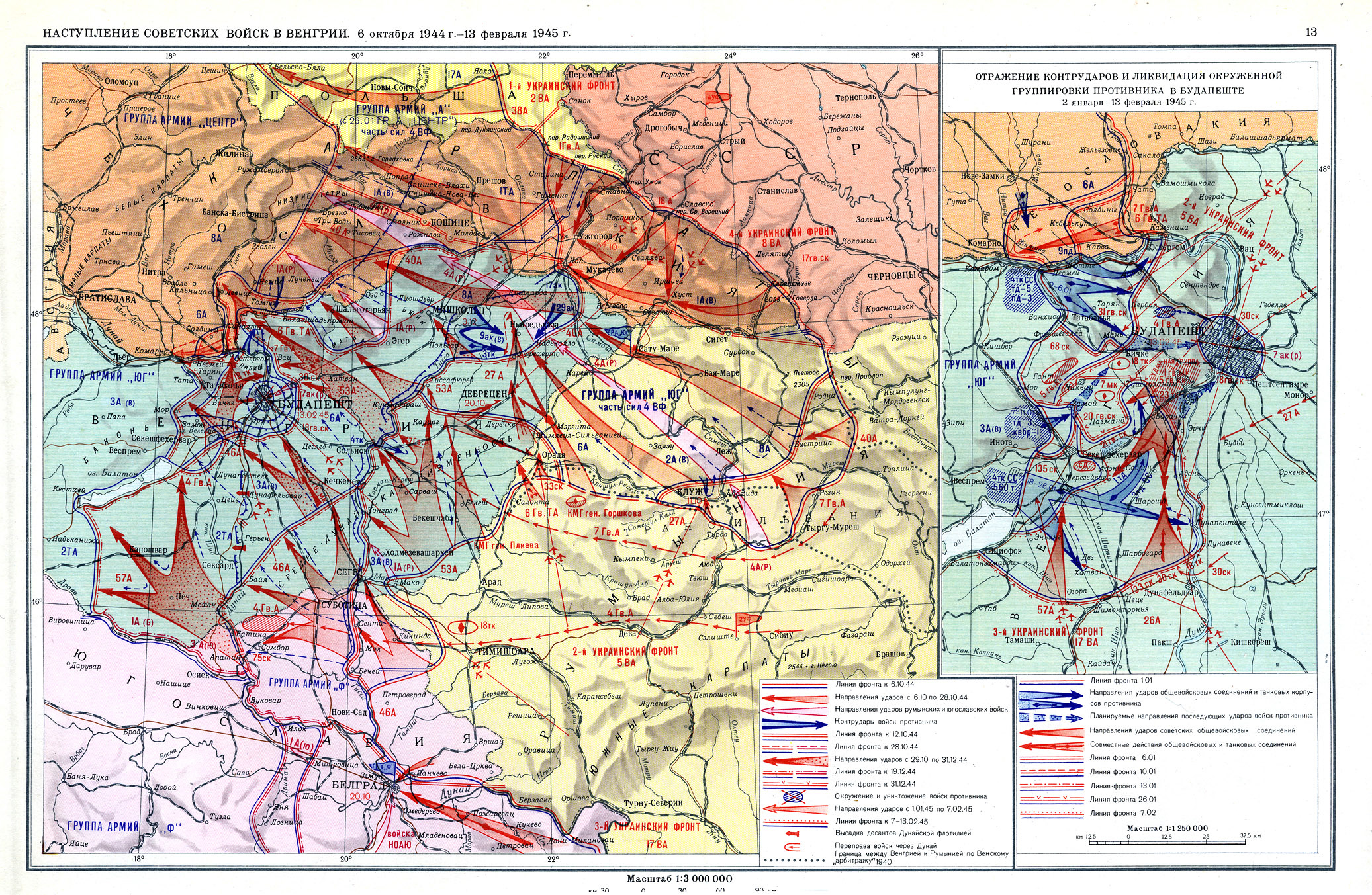
Desarrollo de la ofensiva soviética en Hungría.

El 2.º Frente Ucraniano (que constaba de 5 ejércitos combinadas soviéticas y 2 rumanas, 1 ejército de tanques y 1 ejército aéreo - un total de 40 divisiones de fusileros, 3 cuerpos de tanques, 2 mecanizados, 3 cuerpos de caballería y 1 brigada de tanques) bajo el mando del mariscal Rodión Malinovski al comienzo de la operación estaba en la línea Chop-Polgar, de la orilla oriental del río Tisza, a Tiszaigar y luego a Baja. Las tropas del 3.º Frente Ucraniano bajo el mando del mariscal Fiódor Tolbujin, habiendo completado la operación de Belgrado, comenzaban a trasladarse a Hungría al comienzo de la operación (el 57.º Ejército, reforzado por dos cuerpos mecanizados). La tarea consistía en lanzar un ataque frontal masivo en la región de Budapest, sacar a Hungría de la guerra y crear las condiciones previas para una ofensiva en Austria y en Bohemia y Moravia.
Las tropas soviéticas se enfrentaron al Grupo de Ejércitos Sur alemán, comandado por el coronel general Hans Friessner y formado por 35 divisiones (incluidas 9 divisiones de tanques y motorizadas) y tres brigadas, así como los restos del ejército húngaro. El mando alemán tenía a su disposición un total de 190 mil soldados y oficiales, una gran ciudad que había sido fuertemente fortificada de antemano y tres líneas defensivas cuyos flancos descansaban sobre el Danubio al norte y al sur de la ciudad, parte de la línea defensiva “Margarita” (en húngaro: “Margit”), que iba desde el río Drava hasta la costa del lago Balatón y Velence y la curva del Danubio cerca de la ciudad de Vác y más allá de la frontera checoslovaco-húngara).

## Desarrollo de la ofensiva

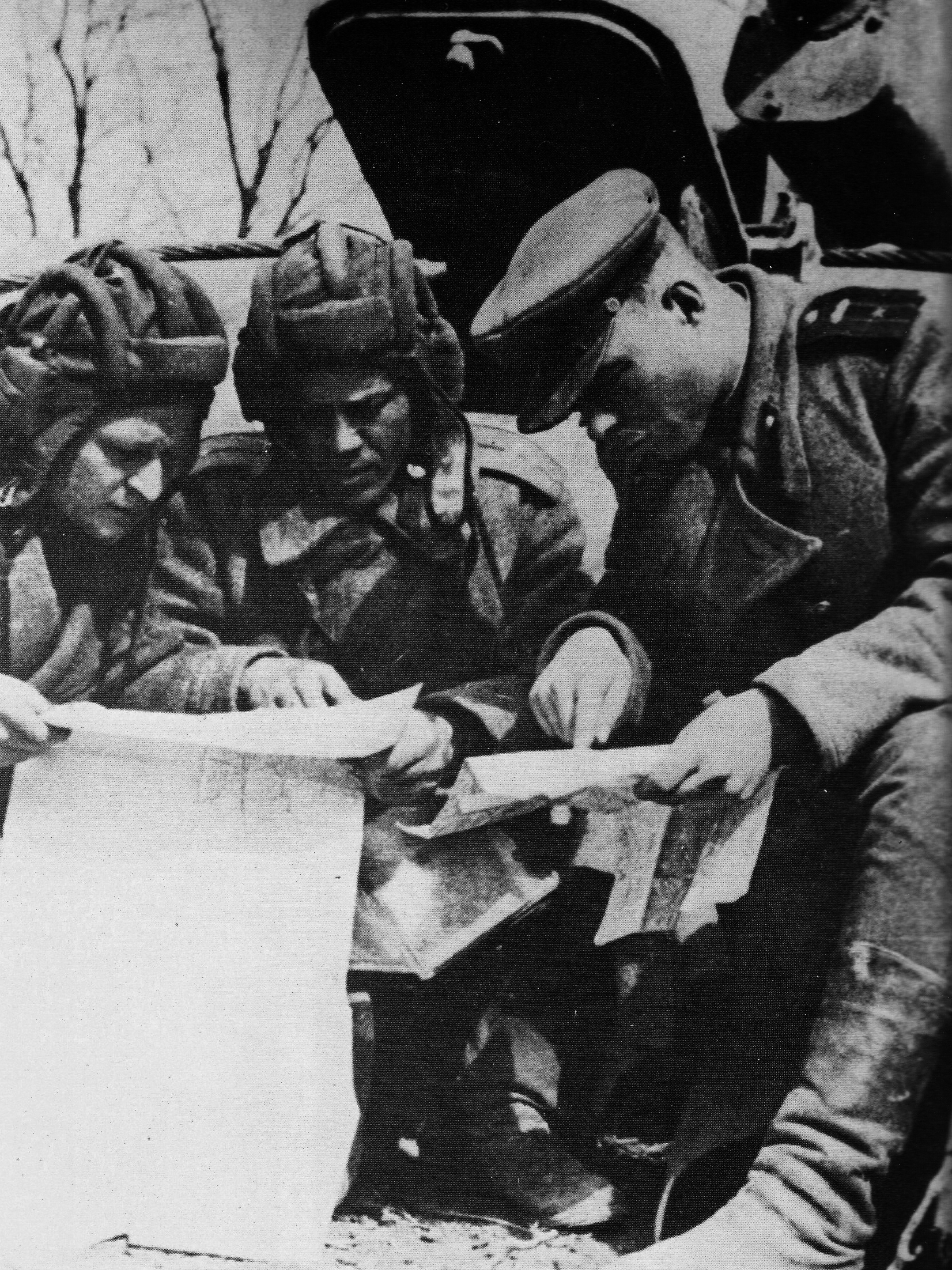
Artilleros autopropulsados soviéticos en Hungría, en octubre de 1944.

La ofensiva sobre Budapest comenzó con las fuerzas del 2.º Frente Ucraniano el 29 de octubre, dos días después de la finalización de la Batalla de Debrecen. El mando soviético decidió lanzar un ataque principal con las fuerzas del 46.º Ejército, el 2.º y el 4.º Cuerpos Mecanizados de la Guardia al sureste de Budapest y tomar el control de la misma. Al mismo tiempo, el 7.º Ejército de la Guardia debía lanzar un ataque de apoyo desde el área al noreste de la ciudad de Szolnok y capturar una cabeza de puente en la orilla occidental del río Tisza. A las fuerzas restantes del frente se les asignó la tarea de avanzar en dirección a Miskolc para frenar a las tropas enemigas y evitar su traslado a la zona de Budapest. El 3.º Frente Ucraniano debía completar la concentración de sus fuerzas principales en la región del Banato y, al mismo tiempo, utilizar sus unidades avanzadas para capturar cabezas de puente en la orilla derecha del Danubio en Hungría.
Las tropas del ala izquierda del 2.º Frente Ucraniano rompieron las defensas enemigas y, tras la introducción del 2.º y 4.º Cuerpos Mecanizados de la Guardia en la batalla, comenzaron un rápido avance. El 2 de noviembre, el cuerpo avanzó desde el sur hasta las inmediaciones de Budapest, pero no pudo entrar en la ciudad durante su marcha. Los alemanes trasladaron aquí tres divisiones de tanques y una motorizada desde la zona de Miskolc, que opusieron una tenaz resistencia. El 4 de noviembre, el cuartel general soviético ordenó al mando del 2.º Frente Ucraniano ampliar la zona ofensiva para derrotar a la agrupación enemiga de Budapest con ataques desde el norte, este y sur.
Del 11 al 26 de noviembre, las tropas del frente rompieron las defensas enemigas entre el Tisza y el Danubio y, habiendo avanzado en dirección noroeste hasta 100 km, se acercaron al perímetro defensivo exterior de Budapest, pero esta vez tampoco pudieron capturar la ciudad. Ante la tenaz resistencia del enemigo, las tropas soviéticas suspendieron sus ataques.
A principios de diciembre, las fuerzas del centro y del ala sur del 2.º Frente Ucraniano lanzaron una nueva ofensiva sobre Budapest. Como resultado, las tropas soviéticas llegaron al Danubio al norte y al noroeste de Budapest, cortando las rutas de retirada del grupo enemigo de Budapest hacia el norte el 5 de diciembre. En ese momento, las tropas del 3.º Frente Ucraniano (tres armas combinadas soviéticas y una búlgara y un ejército aéreo; un total de 31 divisiones de fusileros, 1 región fortificada, una brigada de marines, 1 de caballería, 1 de tanques y 2 cuerpos mecanizados) habían cruzado el Danubio con la asistencia activa de los barcos de la flotilla militar del Danubio (véase desembarco de Gerjen), llegaron al noreste del lago Balaton y crearon las condiciones para acciones conjuntas con el 2.º Frente Ucraniano.
Tras transferir refuerzos, el enemigo lanzó fuertes contraataques el 7 de diciembre, que las tropas del 46.º Ejército repelieron con éxito. El 57.º Ejército del 3.º Frente Ucraniano, tras haber cruzado el Danubio del 7 al 9 de noviembre durante la Ofensiva de Apatin-Kaposvár, llegó a la zona al sur del lago Balaton el 9 de diciembre. En la segunda quincena de noviembre, el 4.º Ejército de la Guardia, que había llegado como parte del 3.º Frente Ucraniano, inició operaciones militares en la orilla derecha del Danubio; Sus tropas se unieron al 46 Ejército en la zona del lago Velence. De este modo, el grupo enemigo de Budapest quedó rodeado por tropas soviéticas del norte y del suroeste. Del 10 al 20 de diciembre, las tropas de ambos frentes se prepararon para una nueva ofensiva. Debían completar el cerco con ataques conjuntos desde el noreste, este y suroeste, y finalmente capturar Budapest. Al comienzo de la ofensiva, las tropas del 2.º Frente Ucraniano incluían 39 divisiones de fusileros, 2 zonas fortificadas, 2 cuerpos de caballería, 2 cuerpos de tanques, 2 cuerpos mecanizados y 13 divisiones rumanas. El Grupo de Ejércitos Sur alemán y parte de las fuerzas del Grupo F que se oponían a las tropas soviéticas contaban con 51 divisiones alemanas y húngaras y 2 brigadas (incluidas 13 divisiones de tanques y motorizadas y 1 brigada).
El 12 de diciembre se recibió una directiva para iniciar la ofensiva el día 20. Tras lanzar una ofensiva, las tropas soviéticas rompieron las defensas enemigas al norte y suroeste de Budapest. El 21 de diciembre, en la zona de operaciones del 7º Ejército de la Guardia en las áreas de Hontianske Nemce, Ipeľský Sokolec y Šahy, las tropas alemanas lanzaron un contraataque, pero fueron alcanzadas en el flanco y la retaguardia y fueron rechazadas con grandes pérdidas. El 26 de diciembre, las tropas soviéticas unieron sus fuerzas al oeste de Budapest en la zona de la ciudad de Esztergom, rodeando completamente al grupo enemigo de Budapest; 188 mil personas quedaron atrapadas en el caldero, incluidas unidades húngaras y de las SS. El 29 de diciembre, el mando soviético envió un ultimátum a la guarnición rodeada para que se rindiera. La carta con el ultimátum debía ser entregada por los parlamentarios: el capitán Iliá Ostapenko en Buda y el capitán Miklos Steinmetz  en Pest. Cuando el coche de Steinmetz, portando una bandera blanca, se acercaba a las posiciones enemigas, las tropas alemanas abrieron fuego con ametralladoras. Steinmetz y el sargento menor Filimonenko murieron en el acto. El grupo de Ostapenko fue atacado con morteros mientras cruzaba la línea del frente, Ostapenko murió en el lugar, otros dos miembros del grupo sobrevivieron.
El 1 de enero de 1945, 13 divisiones de tanques, 2 divisiones motorizadas y una brigada motorizada se concentraron en Budapest. Los alemanes nunca habían tenido tal densidad de tropas de tanques en el Frente Oriental. Las actividades de defensa de la ciudad se llevaron a cabo bajo el liderazgo del nuevo comandante del Grupo de Ejércitos Sur, el general Otto Wöhler, quien fue designado para reemplazar al destituido Johannes Friessner. Después de esto, comenzaron feroces combates para eliminar la guarnición, que continuaron durante todo enero y la primera mitad de febrero de 1945.
Durante la operación de enero-febrero de 1945, las tropas del 3.º Frente Ucraniano, reforzadas por unidades y formaciones del 2.º Frente Ucraniano, repelieron tres fuertes contraataques de las tropas alemanas (Operación Konrad), que intentaban desbloquear el grupo rodeado en Budapest. Al organizar los contraataques, las tropas alemanas en algunas zonas crearon una densidad de hasta 50-60 tanques por kilómetro de frente.  En esta situación, el comandante del 3.º Frente Ucraniano, el mariscal Tolbujin, utilizó la experiencia de la batalla de Stalingrado y la batalla de Kursk: en un corto período de tiempo, sus tropas crearon una defensa profundamente escalonada de hasta 25-50 km de profundidad, lo que permitió detener la contraofensiva. Un papel importante lo desempeñó la organización de un reconocimiento efectivo, el descubrimiento oportuno del avance y el despliegue de los grupos enemigos, lo que hizo posible realizar ataques preventivos de artillería y aire y concentrar los principales esfuerzos de antemano en direcciones amenazantes. Mediante la realización hábil y rápida de maniobras con tropas y armas antitanque, las tropas soviéticas crearon una densidad de hasta 160-170 cañones por kilómetro del frente en las zonas más importantes. Así, el 20 de enero, cuando el enemigo, tras haber irrumpido con tanques en el Danubio en la zona de Dunapentele, desmembró por un momento las tropas del 3.º Frente Ucraniano, los regimientos de artillería autopropulsada trasladados a esta zona eliminaron el peligro con contraataques desde el norte y el sur. El lado húngaro respondió al avance de los tanques soviéticos con cohetes no guiados 44M. En general, en enero de 1945, en la zona del 3.º Frente Ucraniano, las tropas germano-húngaras lograron avanzar hasta 30-40 kilómetros, y solo en la zona de uno de los ejércitos su avance máximo alcanzó los 60 kilómetros, pero la tarea de levantar el bloqueo de Budapest no se resolvió; el 6 de febrero, la ofensiva finalmente perdió fuerza en todas las direcciones.

En la primera mitad de enero de 1945, las principales fuerzas del 2.º Frente Ucraniano iniciaron una ofensiva sobre Komárno, lo que permitió reducir algo el impulso contraofensivo de las tropas alemanas. Al mismo tiempo, del 27 de diciembre de 1944 al 13 de febrero de 1945, continuaron las batallas urbanas por Budapest, dirigidas por el Grupo de Fuerzas de Budapest creado especialmente para el asedio de la ciudad (formado por 3 cuerpos de fusileros, 9 brigadas de artillería del 2º Frente Ucraniano (comandado por el teniente general Ivan Afonin y, luego por el teniente general Ivan Managarov). Las tropas alemanas, con un total de 188 mil personas, estaban comandadas por el SS-Obergruppenführer Karl Pfeffer-Wildenbruch. Las batallas fueron particularmente tenaces. El 18 de enero, las tropas soviéticas capturaron la parte oriental de la ciudad: Pest. La ofensiva soviética en Buda comenzó el 20 de enero. El enemigo opuso una resistencia tenaz, pero el 11 de febrero sus pérdidas sólo en prisioneros ascendieron a más de 26 mil personas. En la noche del 12 de febrero, las tropas alemanas y húngaras hicieron un último intento de escapar de la ciudad rodeada, concentrando fuerzas importantes en una zona estrecha. Más de 12 mil personas rompieron el frente de las tropas soviéticas, pero luego casi todo el grupo que logró abrirse paso fue destruido por las tropas del 3er Frente Ucraniano. Sólo 785 hombres lograron llegar a las posiciones alemanas.
Todo empezó al amanecer. Enormes fuerzas enemigas entraron en batalla. En algún lugar en el cruce con la división 180 nos abrimos paso y giramos hacia la carretera hacia Budakeszi. Se produjo una batalla con la retaguardia del regimiento de Baskin y con el cuartel general de la división. El batallón de comunicaciones bloquea el paso. La batalla es por la Central Telefónica. Todos participan en la batalla, incluso los operadores telefónicos. La operadora telefónica Zoya Vasilchenko mató a 15 fascistas con una ametralladora. El batallón capturó más prisioneros que personal. Los fascistas fueron rechazados. También fue frustrado un intento de atravesar la calle Budakeszi. Los fascistas intentan rodear la calle por la derecha, escondiéndose detrás de un barranco, pero también allí son recibidos con fuego. El enemigo se está retirando.
Otro intento de atravesar los jardines donde se encuentra el destacamento operativo, pero los oficiales del destacamento, dirigidos por el capitán Prozorovsky, y el pelotón del comandante literalmente disparan a los atacantes. Hasta doscientos cadáveres yacen alrededor de la mansión.
Todos participan en la batalla. La compañía de defensa química, tras repeler el ataque, contraataca. Los alemanes se esconden en los sótanos de las casas. Están siendo atacados con granadas. Desde la ventana de la casa donde estoy, puedo ver cómo grupos de alemanes aparecen aquí y allá entre los árboles y cómo nuestros soldados los destruyen...
…Para un enemigo asediado, esta es una batalla inútil. ¿Qué quiere conseguir el enemigo con esta batalla? El avance fracasó claramente. En el recinto de la empresa química, desde la casa donde se encuentran atrincherados los alemanes, aparece un cartel escrito en ruso: “Aceptamos la rendición con la condición de que la misma sea aceptada por un oficial ruso, como mínimo, de rango de mayor”. Resultó ser el mayor Skripkin, jefe del servicio químico de la división. A su vez, escribió un cartel: «Ríndanse. No dispararemos. Si no, en cinco minutos comenzaremos a asaltar la casa». «Mayor ruso». Los alemanes extendieron una sábana blanca. Skripkin ordenó salir sin armas. Salieron 118 personas. Entre los que se rindieron se encontraban el comandante del grupo, el coronel general Pfeffer, y el jefe de Estado Mayor, el teniente coronel Lindenau. Pfeffer viste uniforme de soldado, como todos los oficiales de su Estado Mayor...

El comandante del batallón médico, Krutilev, llegó y orgullosamente me entregó un informe de “combate”. Resulta que hoy también luchó el batallón médico, como resultado de lo cual murieron 49 alemanes y 56 fueron hechos prisioneros. Todos participaron en la batalla, incluidos los heridos que pudieron disparar. Incluso la farmacéutica, una mujer mayor, disparó una pistola. 

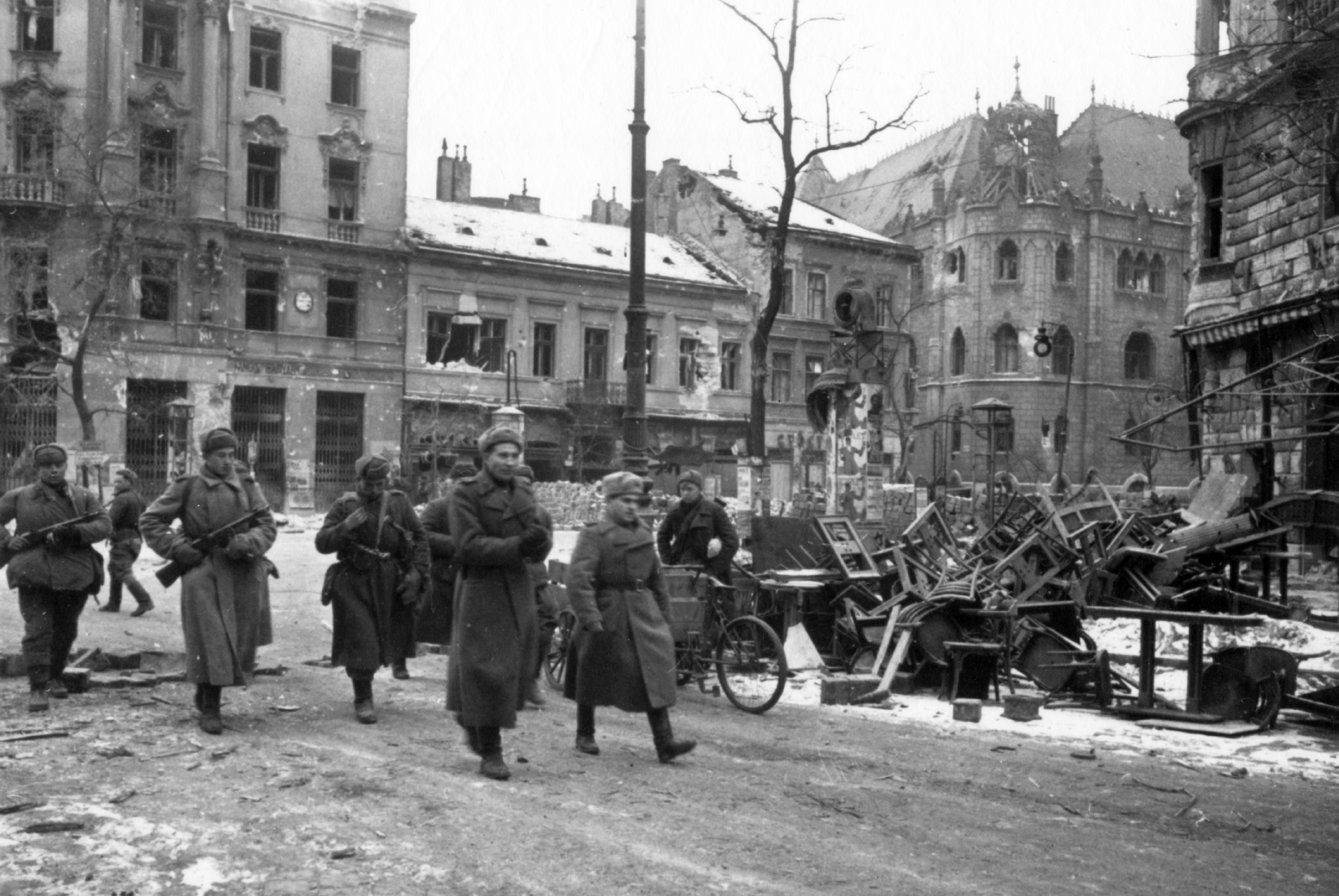
Soldados soviéticos en las calles de Budapest.

Sólo el 13 de febrero la batalla terminó con la eliminación del grupo enemigo y la liberación de Budapest. El comandante de la defensa, junto con su estado mayor, fue hecho prisionero. En honor a la victoria en Moscú se realizó un saludo con veinticuatro descargas de artillería de 324 cañones.
El llamamiento de la Asamblea Nacional Provisional de Hungría, formada en Debrecen, ciudad ocupada por las tropas soviéticas, al pueblo húngaro el 21 de diciembre de 1944, declaraba: «No podemos quedarnos de brazos cruzados mientras el ejército soviético, solo, libera nuestra patria del yugo alemán. Mereceremos verdaderamente el derecho a la libertad, a la independencia, solo cuando participemos activamente con todas nuestras fuerzas en nuestra propia liberación: cuando nos alcemos en la sagrada lucha contra los opresores alemanes por la liberación de nuestra patria». La Asamblea Nacional Provisional hizo un llamamiento especial a los soldados: "¡Honveds! ¡No hay otra orden para ustedes que la de la nación! La Asamblea Nacional Provisional, en nombre de la nación húngara, ordena: ¡Vuelvan sus armas contra los opresores alemanes, ayuden al Ejército Rojo  , nuestro libertador, únanse a la lucha de liberación del pueblo, a las nuevas fuerzas armadas nacionales que se están creando!" El Gobierno Nacional Provisional, creado el 22 de diciembre, encabezado por el coronel general Bela Miklos-Dalnoki, se vio obligado a formar al menos ocho divisiones.
El 27 de diciembre de 1944, el mando soviético decidió crear un destacamento de construcción ferroviaria con personal militar húngaro. Más tarde, a mediados de enero de 1945, sobre la base del destacamento se inició la formación de la 1ª brigada de construcción ferroviaria, que se completó en febrero de 1945. La brigada estaba formada por 4.388 efectivos y su comandante era el capitán Gabor Dendes. En esencia, era una unidad de trabajo similar a las columnas de trabajo y batallones de trabajo formados en la URSS a partir de contingentes que, por una razón u otra, no fueron llamados a las unidades de combate del Ejército Rojo. Después de la guerra, las brigadas ferroviarias fueron transferidas al gobierno húngaro y pasaron a formar parte de las tropas de ingeniería del ejército húngaro. En las batallas de Budapest participaron 18 compañías separadas de voluntarios húngaros junto con las tropas soviéticas, la mayoría de las cuales estaban subordinadas a la 83.ª Brigada de Fusileros Navales.
El 11 de febrero de 1945, 300 soldados y oficiales del 6.º Regimiento de Infantería del Ejército Húngaro se pasaron al lado de las tropas soviéticas, incluido el comandante del regimiento, el teniente coronel Oskar Variházy, y varios oficiales de estado mayor. Más tarde, se formó el Regimiento de Voluntarios de Buda, formado por soldados húngaros que se pasaron al lado de la URSS durante las batallas por Hungría, con O. Varihazi como su comandante y Arpat Pangratz como su adjunto. Al final de la batalla de Budapest, el regimiento contaba con 2.543 militares. ás tarde, el regimiento participó en operaciones militares contra las tropas alemanas en Hungría. En las batallas de Buda, el regimiento perdió 600 hombres. El número total de soldados húngaros muertos en el bando de la URSS fue de 900 personas.
En total, en enero-abril de 1945, se crearon dos brigadas ferroviarias húngaras (1ª y 3ª) que operaron en el 2.º Frente Ucraniano, y a principios de mayo de 1945, dos divisiones húngaras (1.ª y 6.ª) llegaron para unirse al 3.º Frente Ucraniano. Las divisiones húngaras 1.ª y 6.ª no tuvieron tiempo de participar en los combates en el frente, sin embargo, unidades individuales de la 6.ª división húngara participaron en el desarme de los grupos enemigos restantes en los Alpes austríacos.

## Consecuencias
Las tropas del 2.º y 3.º Frente Ucraniano liberaron las regiones centrales de Hungría y su capital, Budapest, rodearon y destruyeron a un grupo enemigo de 188,000 hombres y sacaron a Hungría de la guerra. En 108 días, las tropas del 2.º y 3.º Frente Ucraniano derrotaron a 56 divisiones y brigadas enemigas. Al obligar a Hitler a transferir 37 divisiones del sector central del Frente Oriental a Hungría, la Batalla de Budapest facilitó el avance de las tropas soviéticas al centro del Frente (Ofensiva del Vístula-Oder).
La finalización exitosa de la operación de Budapest cambió dramáticamente toda la situación estratégica en el ala sur del frente soviético-alemán y permitió desarrollar un alcance profundo de todo el flanco sur de las tropas alemanas. Se creó una amenaza para las comunicaciones del grupo balcánico enemigo, que se vio obligado a acelerar la retirada de sus tropas de Yugoslavia. A las tropas del 2.º y 3.º Frentes Ucranianos se les dio la oportunidad de desarrollar operaciones en Checoslovaquia y en dirección a Viena.
El 18 de enero de 1945, las tropas soviéticas liberaron a unos 70,000 judíos del gueto central de Budapest. Dos días antes, los soldados soviéticos liberaron otro pequeño gueto, liberando a miles de judíos húngaros. El gueto de Budapest se convirtió en el único gueto judío de Europa Central cuyos habitantes se salvaron en su mayoría.
Como resultado de los combates, muchos edificios de la ciudad fueron destruidos, y los cinco puentes que cruzaban el Danubio fueron destruidos. Según el historiador Kristian Ungváry, 38.000 habitantes de Budapest murieron durante el asedio, de los cuales 13,000 murieron en batalla y otros 25,000 murieron de hambre y enfermedades, así como como resultado de los asesinatos de judíos por parte de los nilashistas (alrededor de 15,000 judíos de Budapest murieron).